# Doyoung
Kim Dong-young (Hangul: 김동영, sinh ngày 1 tháng 2 năm 1996), được biết đến với nghệ danh Doyoung (Hangul: 도영), là một nam ca sĩ người Hàn Quốc. Anh là thành viên của nhóm nhạc nam Hàn Quốc NCT, nhóm nhỏ NCT U, NCT 127 và NCT DoJaeJung do SM Entertainment thành lập và quản lý.

## Tiểu sử
Doyoung sinh ngày 1 tháng 2 năm 1996 ở Guri, tỉnh Gyeonggi, Hàn Quốc. Doyoung có anh trai là Gong Myung, diễn viên và từng là thành viên của nhóm nhạc nam 5urprise.
Thời còn học cấp ba, Doyoung tham gia vào một ban nhạc tên là “Heart Track” cùng bạn bè. Năm 2013, Doyoung dành hạng nhất cuộc thi hát ở Gyeonggi Youth Arts Festival. Đây cũng chính là cơ hội để anh lọt vào mắt xanh của SM Entertainment và đã trở thành thực tập sinh của công ty cũng trong năm 2013.
Doyoung theo học tại trường Topyeong High School và là chủ tịch hội học sinh. Nhưng để thực hiện ước mơ được trở thành ca sĩ, Doyoung đã quyết định bỏ học để tập trung theo đuổi đam mê. Anh đã nói với các bạn cùng lớp là mình đi du học Hà Lan nhưng thực tế là lên Seoul làm thực tập sinh.

## Sự nghiệp

### 2015-2016: Thành viên SM Rookies
Tháng 1 năm 2015, Doyoung được giới thiệu là thành viên mới của SM Rookies, một nhóm thực tập sinh của SM Entertainment.
Từ tháng 1 đến tháng 7 năm 2015, Doyoung cùng với Jaehyun (một thành viên khác của SM Rookies) trở thành MC chính của show âm nhạc “Show Champion” trên đài MBC.

### 2016-nay: Ra mắt vớiNCT, hoạt động solo
Vào ngày 6 tháng 4 năm 2016, SM Entertainment đã thông báo rằng Doyoung cùng các thành viên đầu tiên của nhóm nhỏ NCT U bao gồm: Taeil, Taeyong, Ten, Jaehyun và Mark sẽ phát hành đĩa đơn đầu tiên của họ "The 7th Sense" vào ngày 09 tháng 4. Tiếp theo, Doyoung cùng Taeil, Jaehyun sẽ phát hành đĩa đơn thứ hai của họ "Without You" vào ngày 10 tháng 4.
Ngày 9 tháng 7 năm 2016 Doyoung kết hợp cùng SHINee's Key phát hành bài hát "Cool" cho bộ phim "Squad 38" của đài OCN.
Tháng 11/2016, Doyoung cùng Tony, SF9 Rowoon, Block B P.O and U-Kwon, BTOB Eunkwang và  MONSTA X Shownu được xác nhận sẽ là thành viên chính thức của chương trình thực tế  “Lipstick Prince" do Super Junior Kim Heechul dẫn dắt. Chương trình được lên sóng từ 1/12/2016.
Tháng 12 năm 2016, Doyoung tham gia vào single "Sound of Your Heart" của dự án SM Station kết hợp với Steve Barakatt và một số nghệ sĩ của SM Entertainment.
Vào ngày 26 tháng 12 năm 2016, NCT 127 tuyên bố sẽ trở lại với sự bổ sung của hai thành viên: NCT U Doyoung và thành viên mới Johnny. Vào ngày 6 tháng 1 năm 2017, Doyoung đã chính thức ra mắt với tư cách là thành viên của NCT 127 thông qua mini-album "NCT #127 Limitless". Ca khúc chủ đề của mini-album này được bình chọn là một trong những bài hát K-pop hay nhất trong năm bởi Dazed.
Tháng 2/2017, Doyoung cùng với Blackpink Jisoo và GOT7 Jinyoung trở thành bộ ba MC mới của chương trình âm nhạc Inkigayo trên đài SBS.
Tháng 8/2017, Doyoung cùng hai thành viên cùng nhóm NCT 127 Taeil và Taeyong phát hành bài hát "Stay in my life" cho bộ phim School 2017 của đài KBS.
Tháng 10/2017, Doyoung kết hợp cùng Gugudan's Sejeong  trong dự án âm nhạc SM Station mùa 2 của SM  Entertainment với bài hát "Star Blossom".
Năm 2018, Doyoung tham gia vào album đầu tay của NCT " NCT 2018 Empathy". Anh cùng 17 thành viên khác của NCT đã lần đầu tiên xuất hiện cùng nhau trong MV "Black on Black". Cũng trong năm này, Doyoung và NCT 127 cũng đã chính thức debut tại Nhật Bản với mini album "Chain" vào ngày 8/5/2018.
Tháng 1/2018, Doyoung và Taeil song ca cùng nhau trong bản nhạc phim "Radio Romance'' cho bộ phim cùng tên trên đài KBS2.. Tháng 6/2018, anh tiếp tục phát hành ca khúc "Hard For Me" cho bộ phim “Rich Man, Poor Woman”.
Tháng 3/2019, Doyoung đã có một màn kết hợp đặc biệt cùng Rocoberry với bản ballad “Don’t Say Goodbye”.
Tháng 7/2019, Doyoung tham gia chương trình “The King Of Mask Singer” của đài MBC và đã gây được ấn tượng lớn, nhận được nhiều lời khen ngợi từ các chuyên gia. Màn biểu diễn cover ca khúc "Beautiful" của anh đã đạt được hơn một triệu lượt xem chỉ trong thời gian ngắn.
Tháng 8/2019, Doyoung kết hợp cùng Jaehyun phát hành bản nhạc phim " New Love" cho webdrama "Best Mistake". Doyoung lại tiếp tục góp giọng trong ca khúc "Baby only you", nhạc phim của bộ phim truyền hình đài KBS  “The Tale of Nokdu” cùng với Mark.
Tháng 10/2019, Doyoung được xác nhận sẽ tham gia chương trình truyền hình thực tế “Law of the Jungle” mùa Sunda Islands.
Tháng 11/2019, Doyoung được chọn là một những trong những nghệ sĩ của SM Town kết hợp với UNICEF để phát hành ca khúc “This Is Your Day" nằm trong dự án gây quỹ vì trẻ em “For every child”. Được biết, ca khúc này được phát hành nhân dịp ngày trẻ em quốc tế, cũng như để kỉ niệm 30 năm thành lập Công ước về Quyền trẻ em (CRC). Đây cũng sản phẩm mở đầu cho dự án âm nhạc “STATION X 4 LOVEs for Winter (2019 SMTOWN Winter)”.
13/12/2019, Doyoung cùng với các giọng ca chính khác của NCT U Taeil, Jaehyun và Haechan phát hành ca khúc "Coming Home" thông qua dự án âm nhạc Station Xmas của SM Entertainment.
17/7/2021, Doyoung chính thức ra mắt với vai trò là một diễn viên nhạc kịch. Vở nhạc kịch Doyoung tham gia có tên “Marie Antoinette”. Trong vở nhạc kịch này, Doyoung vào vai một quý tộc người Thụy Điển tên là Axel von Fersen - đã đem lòng yêu nữ hoàng Marie Antoinette. Dù cho phải chịu số phận bi thảm nhưng bằng tình yêu của mình, anh vẫn quyết tâm vượt qua số phận.
22/4/2024, Doyoung chính thức debut solo với YOUTH với bài hát chủ đề 'Little Light '
25/5/2024, Doyoung tổ chức solo concert đầu tiên mang tên [ Dear Youth, ] tại Kyunghee University Grand Peace Palace ở Hàn Quốc.

## Đĩa nhạc
Solo Album
- YOUTH (2024)

### Sản Phẩm Cover
| Tựa đề                 | Năm  | Tác giả          | Nghệ sĩ góp mặt               |
| ---------------------- | ---- | ---------------- | ----------------------------- |
| White Christmas        | 2018 | Bing Crosby      |                               |
| Mine                   | 2018 | Bazzi            |                               |
| Breathin               | 2018 | Ariana Grande    |                               |
| Dear Name              | 2019 | IU               |                               |
| Rain                   | 2019 | Taeyeon          |                               |
| This Christmas         | 2019 | Taeyeon          |                               |
| Wish You Were Gay      | 2019 | Billie Eilish    |                               |
| Bad Guy                | 2019 | Billie Eilish    |                               |
| idontwannabeyouanymore | 2019 | Billie Eilish    |                               |
| Cinta Luar Biasa       | 2019 | Andmesh Kamaleng | Haechan (NCT)                 |
| I Give You My Heart    | 2020 | IU               |                               |
| 12월 24일              | 2020 | d.ear            | Jungwoo, Renjun, Chenle (NCT) |
| Falling                | 2021 | Harry Styles     |                               |

### Collab
| Tựa đề                                                                 | Năm  | Album                           |
| ---------------------------------------------------------------------- | ---- | ------------------------------- |
| First Christmas (với Joy)                                              | 2016 | Inkigayo Special Stage          |
| Sound of Your Heart (với Yesung. Sunny, Luna, Seulgi, Wendy, Taeil)    | 2016 | SM Station                      |
| Star Blossom (với Sejeong)                                             | 2017 | SM Station                      |
| Don't say goodbye (với Rocoberry)                                      | 2019 | -                               |
| This is Your Day (với J-Min, Suho, Sunny, BoA, Siwon, Taemin và Wendy) | 2019 | SM Station X 4 LOVEs for Winter |
| Doll (với Baekhyun)                                                    | 2021 | Rewind : Blossom                |
| Fallin' (với Kim Minha)                                                | 2022 |                                 |

### Nhạc phim
| Tựa đề                                 | Năm  | Album                                    | Note |
| -------------------------------------- | ---- | ---------------------------------------- | ---- |
| Cool (với Key)                         | 2016 | 38 Task Force OST                        |      |
| Stay in my life (với Taeyong và Taeil) | 2017 | School 2017 OST                          | MV   |
| Radio Romance (với Taeil)              | 2018 | Radio Romance OST                        | MV   |
| Hard For Me                            | 2018 | Richman OST                              | MV   |
| New Love (với Jaehyun)                 | 2019 | Best Mistake OST                         | MV   |
| Baby only you (với Mark)               | 2019 | The Tale of Nokdu OST                    | MV   |
| Night Air                              | 2021 | Cafe Midnight 3: The Curious Stalker OST | MV   |
| Like a Star                            | 2021 | YUMI's Cells OST                         | MV   |
| Unable To Love                         | 2022 | Dear X Who Doesn't Love Me OST           | MV   |
| A little more                          | 2022 | Soundtrack #1 OST                        | MV   |
| Beautiful Day                          | 2023 | Doctor Romantic 3 OST                    | MV   |
| Here with me                           | 2023 | See You in My 19th Life OST              | MV   |
| Cry                                    | 2024 | On a Starry Night OST                    |      |

## Danh sách phim

### Phim truyền hình
| Tên                        | Năm  | Kênh  | Vai         | Note                 |
| -------------------------- | ---- | ----- | ----------- | -------------------- |
| Midnight Café              | 2021 | MBC   | Son Jiwoo   | Mùa 3; vai nam chính |
| Dear X Who Doesn't Love Me | 2022 | TVING | Jeong Shiho | Vai nam chính        |

### Chương trình truyền hình
| Năm  | Tên chương trình          | Đài truyền hình | Vai trò                              |
| ---- | ------------------------- | --------------- | ------------------------------------ |
| 2016 | Lipstick Prince           | OnStyle         | Thành viên                           |
| 2016 | First Pitch King Tomorrow | SBS             | Thí sinh                             |
| 2017 | Family Discovery          | KBS2            | Khách mời (cùng với Jaehyun)         |
| 2017 | Trick or True             | KBS             | Khách mời (cùng Jaehyun)             |
| 2017 | We Got Married            | MBC             | Khách mời                            |
| 2018 | Amazing Saturday          | tvN             | Khách mời                            |
| 2018 | Hello Counselor           | KBS             | Khách mời (cùng với Jaehyun và Mark) |
| 2019 | The King of Mask Singer   | MBC             | Thí sinh                             |
| 2019 | Law of the Jungle         | SBS             | Thành viên (Sunda Islands Ep. 388)   |
| 2024 | I Live Alone              | MBC             |                                      |

### Hosting Program
| Năm       | Tên chương trình | Kênh      | Vai trò      | Note                              |
| --------- | ---------------- | --------- | ------------ | --------------------------------- |
| 2015      | Show Champion    | MBC Music | MC           | 21/1 - 1/7 (với Jaehyun)          |
| 2016      | M Countdown      | Mnet      | MC Khách mời | 28/7 (với Taeyong)                |
| 2016      | M Countdown      | Mnet      | MC Khách mời | 11/8 (với Yuta)                   |
| 2016      | M Countdown      | Mnet      | MC Khách mời | 18/8 (với Jaehyun)                |
| 2016      | M Countdown      | Mnet      | MC Khách mời | 25/8 (với Mark)                   |
| 2016      | M Countdown      | Mnet      | MC Khách mời | 8/9 và 22/9 (với Jeno)            |
| 2016      | My SMT           | Youku     | MC           | 19/9 - 24/10                      |
| 2017-2018 | Inkigayo         | SBS       | MC           | 5/2 - 4/2 (với Jisoo và Jinyoung) |
| 2018      | M Countdown      | Mnet      | MC Khách mời | 22/2 (với Taeyong)                |
| 2018      | M Countdown      | Mnet      | MC Khách mời | 29/3 (với Jaehyun)                |
| 2018      | M Countdown      | Mnet      | MC Khách mời | 22/5 (với Yuta và Jaehyun)        |
| 2018      | M Countdown      | Mnet      | MC Khách mời | 31/5 (với Haechan)                |
| 2018      | Inkigayo         | SBS       | MC đặc biệt  | 25/11                             |
| 2018      | The Show         | SBS MTV   | MC đặc biệt  | 4/12                              |
| 2019      | Weekly Idol      | MBC       | MC đặc biệt  | 9/1 (với Taeyong và Jungwoo)      |

### Chương trình Radio
| Năm       | Tên chương trinh   | Đài truyền hình | Vai trò                  |
| --------- | ------------------ | --------------- | ------------------------ |
| 2016      | Kiss The Radio     | KBS Cool FM     | DJ đặc biệt              |
| 2017      | NCT's Night Night! | SBS Power FM    | DJ đặc biệt              |
| 2017-2019 | NCT's Night Night! | SBS Power FM    | Khách mời thường xuyên   |
| 2019      | Idol Radio         | MBC Radio       | DJ đặc biệt (với Johnny) |

## Truyền hình thực tế
| Năm  | Tiêu đề                           | Kênh                                                                                        |
| ---- | --------------------------------- | ------------------------------------------------------------------------------------------- |
| 2016 | NCT Life in Bangkok               | True4U (Thái Lan) Naver TV Cast / V-app (Hàn Quốc) / Ali Music / Youku / Tudou (Trung Quốc) |
| 2016 | NCT Life in Seoul                 | V-App                                                                                       |
| 2017 | NCT Life in Chiang Mai            | V-App                                                                                       |
| 2017 | NCT Life in Osaka                 | oksusu                                                                                      |
| 2019 | NCT Life in Chuncheon & Hongcheon | V-App                                                                                       |
| 2020 | NCT World 2.0                     | Mnet                                                                                        |
| 2021 | NCT Life in Gapyeong              | seezn                                                                                       |